# ジェイムズ・クラーク
ジェイムズ・クラーク（James Clarke, 1957年10月15日 - ）はイギリスの現代音楽の作曲家である。

## 概要
当初は電子音楽やテープ音楽、劇場などへの興味があったが、1980年代に新しい複雑性が流行すると真っ先に飛びつきクラーニヒシュタイナー音楽賞獲得。ブライアン・ファーニホウほどではないがメトリックやピッチがかなり複雑な局面を見せていた。「Final Dance」はその時代の頂点の作品。
その後アゼルバイジャンなどへの教職を経て、現在は耳で聞くオブジェといった印象を持つスタティックな印象のオーケストラ作品を書いており、スペクトラルな和声に基づいたコードの連続の上をピアノがこまかく装飾する「Untitled No.2」では聴覚的にも書式的にもいくばくかの簡明さを見せ始めている。英語版ウィキペディアでは現在の彼をも「新しい複雑性」にカテゴライズしているが、後進がこの水準の複雑性をクリアしていることもあり、さほど複雑とは考えられていない。
現在は「耳でも音でも聴けるオブジェ」という思考を発展させ、美術家としても活躍している。かつての「複雑だった」時代の作品がリコルディ・ロンドンから入手可能。